# 칠곡군립도서관
칠곡군립도서관은 경상북도 칠곡군 왜관읍 소재의 도서관이다.

## 연혁
- 2010년 1월 19일 개관.

## 시설현황
- 2층: 열람실, 멀티미디어실, 문화강좌실1, 문화강좌실2, 북카페, 옥상정원
- 1층: 종합자료실, 어린이실, 시청각실, 사무실

## 이용 안내
이용 시간
| 구분      | 일반열람실    | 종합자료실    |
| --------- | ------------- | ------------- |
| 평일      | 09:00 ~ 22:00 | 09:00 ~ 18:00 |
| 토,일요일 | 09:00 ~ 22:00 | 09:00 ~ 18:00 |

휴관일
- 법정공휴일: 일요일을 제외한 법정 공휴일(일요일이 정부에서 지정하는 공휴일과 겹칠 때는 휴관)
- 임시휴관일: 도서관 사정에 의해 군수가 지정한 날
- 정기휴관일: 매주 금요일